# 今野陽悦
今野 陽悦（こんの ようえつ）は、日本のカウンセラー、著述家、起業家。
自身の不登校・引きこもりの経験を基に、同じ悩みを抱える当事者やその家族への支援活動を行う。

## 略歴
不登校・引きこもり経験:中学生の頃から数年間にわたり不登校や引きこもりを経験する。その過程で親子関係の衝突に直面し、深い自己否定感や生きる意味を見失う辛い時期を過ごす。この体験が、後のカウンセリング活動を志す大きなきっかけとなる。
人生の転機: 牧師でありカウンセラーの高木裕樹との出会いが、人生を大きく変える転機となる。高木との交流を通して、自己受容の大切さを学び、自身の経験を活かしてカウンセラーとしての道を歩むことを決意する。
カウンセリング活動: 自身の不登校・引きこもりの経験とカウンセラーとしての学びを組み合わせ、不登校・引きこもりの問題に悩む子供や親の支援を行い、著書も刊行する。

## 主な主張・提唱
自己受容の重要性: 不登校や引きこもりを根本から解決するためには、親自身がまず自己受容（自分をありのままに認めること）をすることが重要であると主張している。親が自己受容を深めることで、子どもの現状を自然と受け入れられるようになり、その結果、精神的な自立が促され、問題解決へとつながると説いている。
「べきの枠」からの解放: 不登校や引きこもりの解決には、社会的な規範や固定観念に縛られず、「 - すべき」という思考から自由になることが重要だと提唱している。特に、「学校に行かなければならない」「社会に出なければならない」といった常識的な価値観が、子どもにとって大きな負担となるため、こうした「 - すべき」という考え方から解放されることが必要だと述べている。
「Being」を重視する生き方: 「まずは自分の『Being（あり方）』を確立することが大切だ」と説いている。行動（Doing）や結果（Having）を優先するのではなく、「自分はどうありたいのか」という在り方を明確にすることで、より充実した人生を歩むことができると主張している。
解決の定義の転換：不登校やひきこもりの問題において、従来の「学校に行く」「社会復帰する」といった具体的な結果をもって解決とする考え方だけでなく、「現実を受け入れ、上手に向き合いながら生活していく」ことも解決の一形態と捉える視点も提唱している。これは、個々の状況や価値観に応じた柔軟な解決策を尊重し、その人自身にとって最適な「解決の定義」を見つけることが重要であるとする考え方に基づいている。
精神的な自立の大切さ:親が子どもの問題に必要以上に頼りすぎるのではなく、まず親自身が心の自立をすることが、問題の解決につながる大切なステップであると考えている。

## 人物像
自身の不登校・引きこもりの経験から、当事者の苦悩を深く理解している。

## 活動の特徴
不登校やひきこもりの問題に対して、自身の経験を基に構築した理論と実践的なアドバイスを通じて、多くの当事者やその家族を支援している。その活動は、単なる問題解決にとどまらず、自己理解を深め、個々の人生をより良い方向へ導くことを目的としている。そのアプローチは、親子の関係性の改善や自己受容の促進を重視し、持続的な成長と変化を支援することに重点を置いている。

## 著書
- 『子どもの不登校・引きこもり解決の教科書』（kindle）書評[13]
- 『学校に行けない子どもの気持ちがわかる本』（WAVE出版）書評[14]
- 『学校に行けない子どもに伝わる声がけ』（WAVE出版）書評[15]